# Olav Sepp
Olav Sepp, (nascut el 5 de maig de 1969), és un jugador d'escacs estonià, que té el títol de Mestre Internacional des de 1994.
A la llista d'Elo de la FIDE del juny de 2021, hi tenia un Elo de 2392 punts, cosa que en feia el jugador número 8 (en actiu) d'Estònia. El seu màxim Elo va ser de 2490 punts, a la llista de novembre de 2010 (posició 1009 al rànquing mundial).

## Resultats destacats en competició
Sepp ha guanyat el Campionat d'Estònia en 6 ocasions, els anys 1989, 1991, 1992, 1993, 1994 i 1995. També ha acabat entre els tres primers en el campionat nacional diversos altres cops: 2n el 1997, 3r el 1998, 2n el 1999 i 2000, 3r el 2001, 3r el 2005 (empatat amb el 2n però perdent el tie-break), i 2n el 2006 (empatat amb el 1r (Tarvo Seeman), però perdent el tie-break).
Ha representat Estònia sis cops a les Olimpíades d'escacs: 1992, 1994, 1996, 2000, 2004, i 2006.

## Partides notables
Olav Sepp (2390) - Vidmantas Malisauskas (2570) [B20], Zonal de Vilna 1993
1.e4 c5 2.g3 d5 3.exd5 Dxd5 4.Cf3 Ag4 5.Ag2 De6+ 6.Rf1 Ah3 7.b4 cxb4 8.a3 b3 9.Cc3 Cf6 10.Tb1 Axg2+ 11.Rxg2 Dc6 12.Txb3 e6 13.d4 Ae7 14.d5 Dc8 15.De2 0-0 16.dxe6 fxe6 17.Te1 Ac5 18.Dxe6+ Dxe6 19.Txe6 b6 20.Ce4 Cbd7 21.Ab2 Cxe4 22.Txe4 Cf6 23.Te2 Tae8 24.Txe8 Txe8 25.Ce5 Tc8 26.Td3 Ae7 27.c4 Rf8 28.Rf3 Re8 29.g4 Tc5 30.g5 Cg8 31.h4 h6 32.Rg4 hxg5 33.hxg5 b5 34.Th3 bxc4 35.Th8 c3 36.Txg8+ Af8 37.Cg6 1-0